# Descending
Descending ist eine griechische Melodic Death- und Thrash-Metal-Band aus Athen, die im Jahr 2007 gegründet wurde.

## Geschichte
Nachdem der Gitarrist Constantine 2007 kurzzeitig bei Nightrage aktiv war, begab er sich wieder zurück nach Athen, um dort im selben Jahr Descending zu gründen. Weitere Mitglieder waren der Sänger Jon Simvonis und der Gitarrist Theo. Nachdem sie zusammen die ersten Demo-Lieder aufgenommen hatten, stieß Antony als Schlagzeuger, welcher Schüler beim Nile-Mitglied George Kollias gewesen war, zur Besetzung. Mit dem Bassisten Noir vervollständigte sich die Besetzung. Danach begab sich die Band nach Kempten, um unter der Leitung des Mystic-Prophecy-Sängers Roberto Dimitri Liapakis ihr Debütalbum aufzunehmen, das Ende Juli 2008 unter dem Namen Enter Annihilation bei Massacre Records erschien. In Japan erschien das Album bei Spiritual Beast Records. Durch den Erfolg des Albums konnte Constantine auch bei Mystic Prophecy aktiv sein. Zudem war er auch als Solokünstler und mit Nightfall aktiv. Der Veröffentlichung folgten Auftritte auf dem Rocking Athens Festival und dem serbischen Exit Festival im Jahr 2009. Zudem spielte die Band zusammen mit Bands wie Heaven and Hell, Blind Guardian, Testament, Gojira, The Haunted, Shadows Fall, Neaera und Lamb of God. Ende Oktober 2011 schloss sich das zweite Album New Death Celebrity an.

## Stil
Laut laut.de spielt die Band eine Mischung aus Thrash- und Death-Metal, die sich stilistisch an den Werken von At the Gates und alten Soilwork orientiert. Laut Jan Fleckhaus spielt die Band auf Enter Annihilation eine „Mischung aus Death Metal, Thrash Metal und epischen Refrains“, in denen teilweise auch klar gesungen werde. Fleckhaus empfahl die Musik Freunden von Melodic-Death-Metal-Bands wie Nightrage, The Duskfall und Children of Bodom. In seiner Rezension zu New Death Celebrity schrieb Fleckhaus, dass die Band uninspirierten, modernen Thrash Metal spielt. Der Gesang erinnere, wie bereits auch beim Vorgänger, an Gruppen wie At the Gates und Korn.

## Diskografie
- 2008: Enter Annihilation (Album, Massacre Records)
- 2011: New Death Celebrity (Album, Massacre Records)